# بیترا
بیترا که همچنین به نام بیترا پار شناخته می‌شود، یک آب‌سنگ مرجانی متعلق به زیرگروه آمیندوی جزایر قلمرو اتحادیه لاکشادویپ در هند است. فاصله آن از شهر کوچی ۴۸۳ کیلومتر (۳۰۰ مایل) است.

## نگارخانه

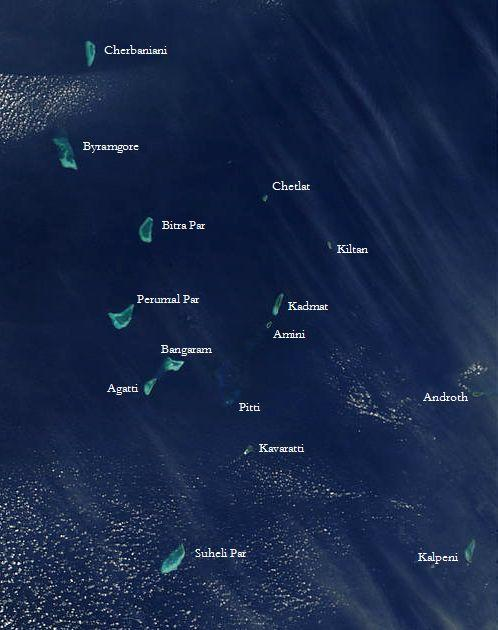
تصویر ماهواره‌ای نشان‌دهنده آب‌سنگ مرجانی لاکشادویپ به جز مینیکوی
نقشه